# GROOVE (músico)
Nikolai Nikolaevich Sobolev (nacido el 21 de marzo de 1996, Ryzdvyany, territorio de Stavropol, Rusia ), más conocido por su nombre artístico GROOVE, es un cantante, compositor y productor musical ruso. Fundador del grupo musical "LITVINENKO".

## Biografía

### 1996-2018: primeros años
Nikolai nació el 21 de marzo de 1996 en el pueblo de Ryzdvyany, Territorio de Stávropol, desde niño le gustaba la música, a la misma edad comenzó a escribir sus primeras canciones, después de graduarse de 9 clases, se mudó a la ciudad de Stávropol e ingresó al Colegio Multidisciplinario, con especialización en: sistemas y complejos informáticos.
Desde los 16 años comenzó a compaginar estudio con trabajo, trabajó de mesero por más de 2 años, en un lavadero de autos por medio año, y como ingeniero de sonido en karaoke por un año.
Comenzó a estudiar música en 2009, completó el servicio militar de 2016 a 2017, después del servicio, Nikolai pidió un préstamo y abrió su propio estudio de grabación.
En el mismo año, implementó su propio proyecto "Groove", en el que escribió el hit "¿Cómo estás, pequeña?", El clip obtuvo más de 12 millones de visitas en el canal oficial de Youtube .

### 2018-2019: proyecto Litvinenko
En 2018, Nikolai con Pavel Litvinenko y Sergey Kondratiev fundaron el grupo musical LITVINENKO, que estaba formado por: Nikolai Sobolev, Pavel Litvinenko y Sergey Kondratiev. A lo largo de los años de trabajo, el grupo ha lanzado varios álbumes y sencillos, uno de los cuales es “Necesitamos humo”, que ha acumulado más de 24 millones de reproducciones en el canal de Youtube.
en 2019, se lanza el sencillo "Op, Garbage", que se convirtió en un éxito en Rusia, y más tarde fuera de la CEI, el video de la canción obtuvo más de 95 millones de visitas. La composición llegó al puesto 12 en la lista superior " Vkontakte ", según InterMedia.
Al año siguiente, aparece un video corto en Instagram, en el que el nieto checheno de Alla Pugacheva baila el sencillo "Op, Trash". En 2019, el equipo se separó y dejó de existir, y el seudónimo creativo fue para Pavel Litvinenko.

### 2018-2021: Proyecto GROOVE
En 2018, Nikolai fundó el proyecto en solitario "GROOVE". En 2020, actuó en el festival anual de música "Moscow Graduation 2020" en Moscú en Gorky Park, donde hubo una transmisión en vivo en el canal de televisión Music of the First.

### 2021-2022: Productor
En 2021, junto con su amigo de la infancia Sergei Kondratiev, crearon y fundaron el sello musical Flava Music, donde buscan artistas talentosos y promocionan su trabajo.
Nikolay produjo artistas como: " Bodiev ", "ARCHI", "Ray of Hope".

## Vida personal
Nikolai no está casado, no menciona los detalles de su vida personal en ninguna parte.

## Discografía

### Álbum
| Nombre                                 | Información                                                                                    |
| -------------------------------------- | ---------------------------------------------------------------------------------------------- |
| “Bueno, ¿cómo estás, pequeña? »        | - Lanzamiento: 31 de mayo de 2019 - Etiqueta: A+ - Formato: distribución digital               |
| "Por encima del nivel de la felicidad" | - Lanzamiento: 14 de abril de 2020 - Disquera: Why Z Music - Formato: distribución digital     |
| "Corazón frío"                         | - Lanzamiento: 18 de diciembre de 2020 - Disquera: Flava Music - Formato: distribución digital |

### Individual
| Año  | Soltero                                      |
| ---- | -------------------------------------------- |
| 2018 | "Rvanarana"                                  |
| 2018 | "Provinciales »                              |
| 2018 | "En el humo del cigarrillo" (según cuerpov ) |
| 2018 | "Haia" (Cuenta. cuerpov )                    |
| 2019 | "Déjalo ir"                                  |
| 2019 | "Bueno, ¿cómo estás, pequeña?"               |
| 2019 | "Musa nativa"                                |
| 2019 | "En tus labios"                              |
| 2019 | "Soy temporal"                               |
| 2019 | "No mío-mío"                                 |
| 2019 | "Marihuana"                                  |
| 2020 | "gemidos »                                   |
| 2020 | "El cuerpo en ti »                           |
| 2020 | "Estaba conmigo"                             |
| 2020 | "Con otro »                                  |
| 2020 | "Recoger y recoger"                          |
| 2020 | "Respirar"                                   |
| 2021 | "Larva"                                      |
| 2022 | "Estás drogado"                              |

### Participación en lanzamientos de otros artistas
| Año  | Artista    | Pista                    |
| ---- | ---------- | ------------------------ |
| 2021 | LITVINENKO | provinciales             |
| 2021 | Xassa      | No tengas celos de tu ex |

## Posiciones del gráfico
| Canción                           | Gráfico (2019)    | Lugar | Este  |
| --------------------------------- | ----------------- | ----- | ----- |
| LITVINENKO - "Op, bote de basura" | Gráfico VKontakte | 12    | [ 8 ] |
| LITVINENKO - "Op, bote de basura" | Gráfico de AUGE   | 12    | [ 8 ] |